# Utricularia capilliflora
Utricularia capilliflora — вид рослин із родини пухирникових (Lentibulariaceae).

## Середовище проживання
Ендемік півночі Північної території (у т. ч. острови Тіві), Австралія.
Населяє вологий пісок і затоплені трав'яні поля, на узбережжях струмків і на берегах лагун.

## Використання
Цей вид культивується невеликою кількістю ентузіастів роду, комерційна торгівля незначна.